# Хаустов, Александр Петрович
Александр Петрович Хаустов (10 октября 1948, пос. Мишелёвка, Иркутская область) — профессор, доктор геолого-минералогических наук, руководитель и участник проектов по экологической безопасности в нефтегазовом комплексе, экологическому нормированию и управлению природопользованием. Почётный работник высшего образования Российской Федерации.

## Биография
В 1966 г., после окончания средней школы, поступил на географический факультет Иркутского государственного университета (ИГУ). В 1970 г. перевелся в Дальневосточный государственный университет (ныне входит в состав Дальневосточного федерального университета), геофизический факультет.
В 1972 г. окончил Университет по специальности инженер-гидролог.
В 1970—1979 гг. был сотрудником Института земной коры СО АН СССР.
В 1978 г. защитил кандидатскую диссертацию на тему «Пространственно-временные закономерности формирования подземного стока Юго-Западного Забайкалья»; присуждена степень кандидата геолого-минералогических наук.
В 1979—1994 гг. работал в Иркутском государственном университете (старший преподаватель; доцент; заведующий кафедрой).
В 1988 г. защитил докторскую диссертацию на тему «Многомерные модели формирования естественных ресурсов подземных вод горноскладчатых областей»; присуждена степень доктора геолого-минералогических наук.
С 1994 г по настоящее время является профессором кафедры Прикладной экологии Экологического факультета РУДН (ранее кафедра Промышленной экологии и безопасности жизнедеятельности).
С 1995 г. Академик Российской экологической академии.
С 2016 г. Эксперт Российской академии наук (РАН).
Член диссертационных советов в МГУ им. М. В. Ломоносова и в Институте истории естествознания и техники РАН им. С. И. Вавилова.

## Научная деятельность
Эколого-гидрогеологические исследования: оценка ресурсов подземных вод, гидроминеральных ресурсов, водного баланса — оз. Байкал, Юго-Восточная Сибирь, Монголия, провинция Шаньси (Китай).
Исследования по экологическщй безопасности в нефтегазовом комплексе: разработка проекта санации нефтедобывающих скважин по заказу Минтопэнерго РФ, участие в разработке проектов месторождений нефти, разработка нормативных документов для компании «Газпром». Руководитель проекта «Разработка экспертной системы реабилитации геологической среды, загрязненной нефтепродуктами, на основе принципов самоорганизации для территории стран СНГ» в 2014—2015 гг.
Исследования поведения супертоксичных соединений на геохимических барьерах с целью разработки программ реабилитации загрязнённых территорий.

## Награды и премии
Медаль Китайского геологического университета (КНР) за развитие научного сотрудничества (1993).
Почетный профессор Университета Чэнду (КНР) за вклад в развитие сотрудничества с между университетом Чэнду и Иркутским государственным университетом (1994).
Медаль Йозефа Храбака (Пшибрамское научное горное общество, Чешская Республика) за вклад в развитие совместных исследований (1996).
Лауреат Национальной экологической премии за реализацию проекта «Формирование профессиональной экологической культуры через виртуальное погружение в профессиональную среду» (2009).
Лауреат Национальной экологической премии ЭкоМир за реализацию проекта «Виртуальный тренажерный комплекс по экологической безопасности» (2010).
Лауреат Премии Правительства Москвы в области охраны окружающей среды за реализацию проекта «Образовательный комплекс по HSE-менеджменту с элементами виртуального погружения в профессиональную среду» (2010).
Дипломант (Диплом 1-й степени) Всероссийского конкурса на лучшую методическую разработку по экологической проблематике, номинация «Экологическая культура и этика» (2010)
Почетный работник высшего образования Российской Федерации (2013).
Лауреат Национальной экологической премии им. В. И. Вернадского (2014) — за разработку многоуровневого образовательного комплекса по экологическому нормированию.
Заслуженный работник высшей школы Российской Федерации (2015).

## Основные работы
Автор множества научных и учебно-методичеких публикаций. К 2018 году 186 публикаций А. П. Хаустова внесены в РИНЦ.
Основные работы на русском языке:
1. Экогеохимия гоpодов Восточной Сибиpи /И. С. Ломоносов, В. Н. Макаpов, А. П. Хаустов и дp. — Якутск: ИМЗ СО РАН, 1993. — 108 с
2. Положение о системе управления природопользованием в РАО «Газпром» (М., ИРЦ Газпром, 1996)
3. Методы и модели геометризации месторождений нефти. — М.: Изд-во «ГЕОС», 2003. — 280 с.
4. Охрана окружающей среды при добыче нефти. — М.: Изд-во «Дело», 2006. — 554 с.
5. Устойчивость подземной гидросферы и основы экологического нормирования. — Изд-во «ГЕОС», 2007. — 175 с.
6. Хаустов А. П., Редина М. М. Ресурсология и менеджмент природных ресурсов: Учеб. пособие. — М.: Изд-во РУДН, 2008.
7. Редина М. М., Хаустов А. П. Стандарты менеджмента окружающей среды и охраны труда: Учеб. пособие. — М.: Изд-во РУДН, 2008.
8. Хаустов А. П., Редина М. М., Силаева П. Ю. Экологическое проектирование и риск-анализ. — М.: Изд-во РУДН, 2008.
9. Хаустов А. П. Редина М. М. Производственный экологический мониторинг: Учеб. пособие. — М.: Изд-во РУДН, 2008.
10. Чрезвычайные ситуации и профессиональная безопасность в нефтегазовом комплексе/ Колл. авторов, под ред. А. П. Хаустова. — М.: Изд-во ГЕОС, 2009
11. HSE-менеджмент: термины и определения / А. П. Хаустов, М. М. Редина. — М.: Изд-во ГЕОС, 2009.
12. Виртуальный тренажерный комплекс по экологической безопасности (ликвидация последствий аварий на нефтепроводах)// Колл. авторов. — М.: Изд-во МИЭЭ. 2010. −144 с.
13. Хаустов А. П., Редина М. М. Нормирование и снижение загрязнений окружающей среды: Учебник для академического бакалавриата. — М.: Изд-во «ЮРАЙТ», 2014. — 431 с.
14. Хаустов А. П., Редина М. М. Экологический мониторинг: Учебник для академического бакалавриата. — М.: Юрайт, 2014. — 637 с.
15.Редина М. М., Хаустов А. П. Экологическая безопасность в нефтегазовом комплексе. — М.: РУДН. 2016. — 196 с.
16. Геохимические барьеры как форма самоорганизации естественных геосистем.// Вестник Российского университета дружбы народов. Серия: Экология и безопасность жизнедеятельности. 2017. Т. 25. № 3. С. 396—413.
17.Хаустов А. П., Редина М. М. Геохимические маркеры на основе соотношений концентраций ПАУ в нефти и нефтезагрязненных объектах.// Геохимия. 2017. № 1. С. 57-67.
18. Хаустов А. П., Редина М. М., Яковлева Е. В. Водопроявления подземных вод как геохимические системообразущие объекты (интерпретация на основе распределения ПАУ).// Геоэкология, инженерная геология, гидрогеология, геокриология. 2018. № 3. С. 3-17.
Основные работы на английском языке:
1. Yanxin Wang, Khaustov Alexander P. Geochemical and isotopic imprints of hydrodynamic environments of fissure waters in crystalline rocks// Chinese Science Bulletin, May 1997,Volume 42, Issue 9, pp 756–761
2. Khaustov A.P., Grabar’A.V., Lomonosov I.S. and Wang Yanxin. Geochemical and Isotopic Indicators of Hydrodynamic Systems in Crystalline Rock Mass// Water Resources, 2002, Vol. 29, No. 1, pp. 33–42.
3. Khaustov A.P., Redina M.M. European Experience in Environmental Regulations for Groundwater Use// Water Resources, 2010, Vol. 37, No. 6, pp. 854–861.
4. Lushchenkova E. O., Khaustov A. P. Factors of distribution of pollutants in the atmosphere over polar regions (A case study for Yamburg settlement) //Russian Meteorology and Hydrology. — 2014. — Т. 39. — №. 8. — С. 528—533.
5. Khaustov A., Redina M. Transformation of Petroleum Products in the Geological Environment Accompanying Changes in Their Bitumen Status// Water Resources, 2014, Vol. 41, No. 7, pp. 854–864.
6. Khaustov A. et al. IT for the Remediation of the Geological Environment Poluted with the Petroleum Products: Experience of the Kazakh-Belarus Russian Joint Project //SPE Annual Caspian Technical Conference & Exhibition. — Society of Petroleum Engineers, 2015. doi:10.2118/177355-MS
7. Khaustov A.P., Redina M.M. Geochemical markers based on concentration ratios of PAH in oils and oil-polluted areas // Geochemistry International. 2017, 55. № 1, pp. 98–107.
8. Khaustov A.P., Redina M.M. Indicator Ratios of Polycyclic Aromatic Hydrocarbons for Geoenvironmental Studies of Natural and Technogenic Objects.// Water Resources, 44, № 7, pp. 903—913